# Nina Zilli

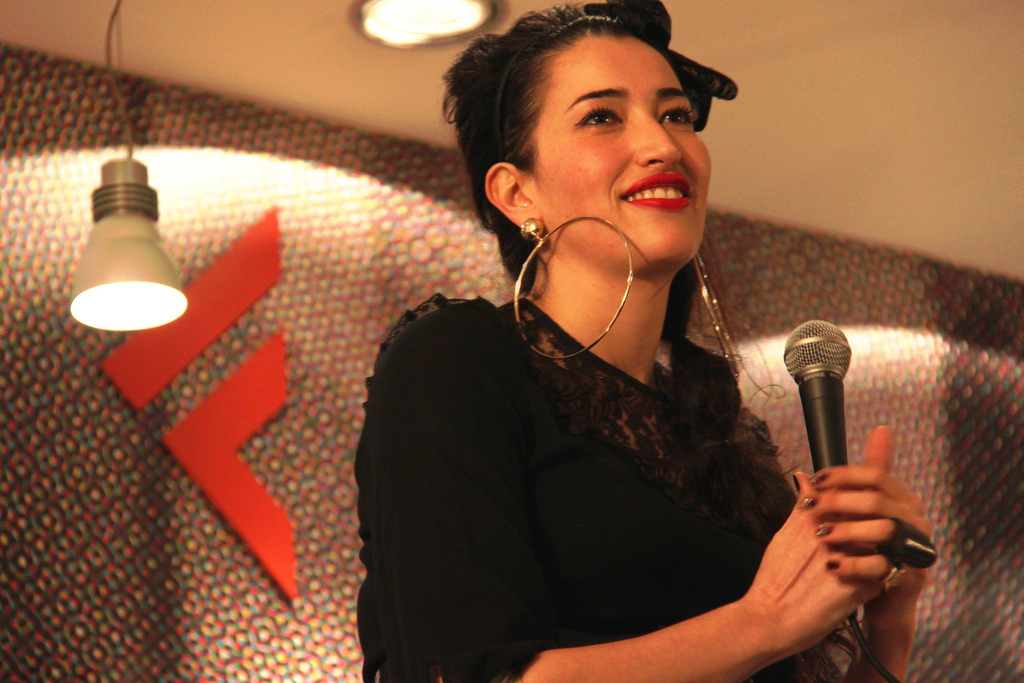
Nina Zilli (2010)

Nina Zilli (* 2. Februar 1980 in Piacenza; eigentlich Maria Chiara Fraschetta) ist eine italienische Sängerin. Sie vertrat Italien beim Eurovision Song Contest 2012. 

## Karriere
Die in Piacenza geborene Maria Chiara Fraschetta wuchs in Gossolengo auf. Im Alter von 13 Jahren zog sie nach Irland und begann eine klassische Gesangsausbildung. Mit 17 Jahren gründete sie ihre erste Band, die sich The Jerks nannten. Nach Beendigung der schulischen Ausbildung ging sie für zwei Jahre in die Vereinigten Staaten, wo sie in Chicago und New York lebte und musikalische Erfahrungen zwischen R&B, Reggae und Soul sammelte. Zurück in Italien wirkte sie 2000 und 2001 als Co-Moderatorin in der Fernsehsendung Roxy Bar des italienischen Senders TMC2. 2001 arbeitete sie zudem als VJ für den italienischen Ableger des Fernsehsenders MTV. Zwischenzeitlich trat sie mit ihrer neuen Band Chiara e gli Scuri auf, die 2001 ihre erste Single, Tutti al mare, veröffentlichte.
Ab 2009 trat Fraschetta unter dem Künstlernamen Nina Zilli auf. Zilli leitet sich dabei vom Geburtsnamen der Mutter ab, während der Vorname Nina sich an ihrem künstlerischen Vorbild Nina Simone orientiert. Als Nina Zilli veröffentlichte sie 2009 in Zusammenarbeit mit Giuliano Palma ihre erste Single 50mila, die Eingang in den Soundtrack des Films Männer al dente (Mine vaganti) von Ferzan Özpetek fand. Es folgte die erste selbstbetitelte EP. Eine weitere Single war L’amore verrà, eine italienische Version des Songs You Can’t Hurry Love von The Supremes. Mit L’uomo che amava le donne debütierte Zilli in der Newcomer-Kategorie des Sanremo-Festivals 2010 und gewann u. a. den Kritikerpreis und den Sonderpreis der Journalisten. Das im Anschluss veröffentlichte Album Sempre lontano enthielt auch die Lieder der Debüt-EP.
Beim Sanremo-Festival 2012 präsentierte Zilli, nun in der Hauptkategorie, das Lied Per sempre. Am dritten Abend trat sie im Duett mit der britischen Sängerin Skye Edwards auf, mit der sie den Klassiker Grande, grande, grande sang (ursprünglich aus dem Repertoire von Mina). Zum Abschluss des Festivals wurde sie vom Fernsehsender RAI als italienische Vertreterin für die Teilnahme am Eurovision Song Contest 2012 in Baku ausgewählt. Als Lied für diesen Wettbewerb war zunächst Per sempre vorgesehen, es wurde aber schließlich L’amore è femmina (Out of Love), der Titelsong von Zillis zweitem Studioalbum, das während des Festivals erschienen war. 
2013 ging die Sängerin mit Fabrizio Bosso und dem Projekt We Love You auf Tournee, das sich bedeutenden Vertretern des Soul widmete, etwa Amy Winehouse, Nina Simone, Sam Cooke, Otis Redding, Etta James oder Marvin Gaye. Mit Sola kehrte Zilli 2015 zum Sanremo-Festival zurück. Im Anschluss veröffentlichte sie ihr drittes Album Frasi & fumo, produziert von Mauro Pagani. Vom 12. März bis zum 14. Mai 2015 nahm sie als Jurorin an der Castingshow Italia’s Got Talent auf Sky teil. Ihr viertes Album Modern Art wurde (wie schon L’amore è femmina) von Michele Canova Iorfida produziert und erschien 2017. Beim Sanremo-Festival 2018 war Zilli mit dem Lied Senza appartenere im Rennen, das Eingang in eine neue Edition des vierten Albums fand.

## Diskografie
Alben

| Jahr | Titel Musiklabel            | Höchstplatzierung, Gesamtwochen, AuszeichnungChartsChartplatzierungen (Jahr, Titel, Musiklabel, Platzierungen, Wochen, Auszeichnungen, Anmerkungen) | Anmerkungen                |
| Jahr | Titel Musiklabel            | IT | Anmerkungen                |
| ---- | --------------------------- | --- | -------------------------- |
| 2009 | Nina Zilli (EP) Universal   | IT54 (4 Wo.)IT |                            |
| 2010 | Sempre lontano Universal    | IT5 Platin · (58 Wo.)IT | Verkäufe: + 60.000         |
| 2012 | L’amore è femmina Universal | IT11 Gold · (36 Wo.)IT | Verkäufe: + 30.000         |
| 2015 | Frasi & fumo Universal      | IT15 (22 Wo.)IT |                            |
| 2017 | Modern Art Universal        | IT17 (4 Wo.)IT | inkl. Sanremo Edition 2018 |

Singles (Auswahl)

| Jahr | Titel Album                                       | Höchstplatzierung, Gesamtwochen, AuszeichnungChartsChartplatzierungen (Jahr, Titel, Album, Platzierungen, Wochen, Auszeichnungen, Anmerkungen) | Anmerkungen                                              |
| Jahr | Titel Album                                       | IT | Anmerkungen                                              |
| ---- | ------------------------------------------------- | --- | -------------------------------------------------------- |
| 2010 | L’uomo che amava le donne Sempre lontano          | IT15 Gold · (25 Wo.)IT | Verkäufe: + 15.000                                       |
| 2010 | 50mila Nina Zilli / Sempre lontano                | IT16 Gold · (14 Wo.)IT | feat. Giuliano Palma erschienen 2009, Verkäufe: + 15.000 |
| 2011 | Bacio d’a(d)dio Sempre lontano                    | IT52 (1 Wo.)IT |                                                          |
| 2012 | Per sempre L’amore è femmina                      | IT5 Platin · (14 Wo.)IT | Verkäufe: + 30.000                                       |
| 2012 | L’amore è femmina (Out of Love) L’amore è femmina | IT40 (8 Wo.)IT |                                                          |
| 2015 | Uno di quei giorni Il bello d’esser brutto        | IT26 Platin · (30 Wo.)IT | J-Ax feat. Nina Zilli Verkäufe: + 50.000                 |
| 2015 | Sola Frasi & fumo                                 | IT54 (2 Wo.)IT |                                                          |
| 2018 | Senza appartenere Modern Art (Sanremo Edition)    | IT74 (1 Wo.)IT |                                                          |

## Belege
1. ↑  Alben von Nina Zilli. In: Italiancharts.com. Hung Medien, abgerufen am 6. März 2018.
2. 1 2 3 4 5 6  Nina Zilli, certificazioni. FIMI, abgerufen am 6. März 2018 (italienisch).
3. ↑  Chartquellen (Singles):
  - Guido Racca & Chartitalia: Top 100 FIMI Singoli. Lulu, 2013, S. 160.
  - Archivio classifiche Top Singoli. FIMI, abgerufen am 6. März 2018 (italienisch).

| Personendaten    | Personendaten                              |
| ---------------- | ------------------------------------------ |
| NAME             | Zilli, Nina                                |
| ALTERNATIVNAMEN  | Fraschetta, Maria Chiara (wirklicher Name) |
| KURZBESCHREIBUNG | italienische Sängerin                      |
| GEBURTSDATUM     | 2. Februar 1980                            |
| GEBURTSORT       | Piacenza                                   |